# Norazlianah binti Ibrahim

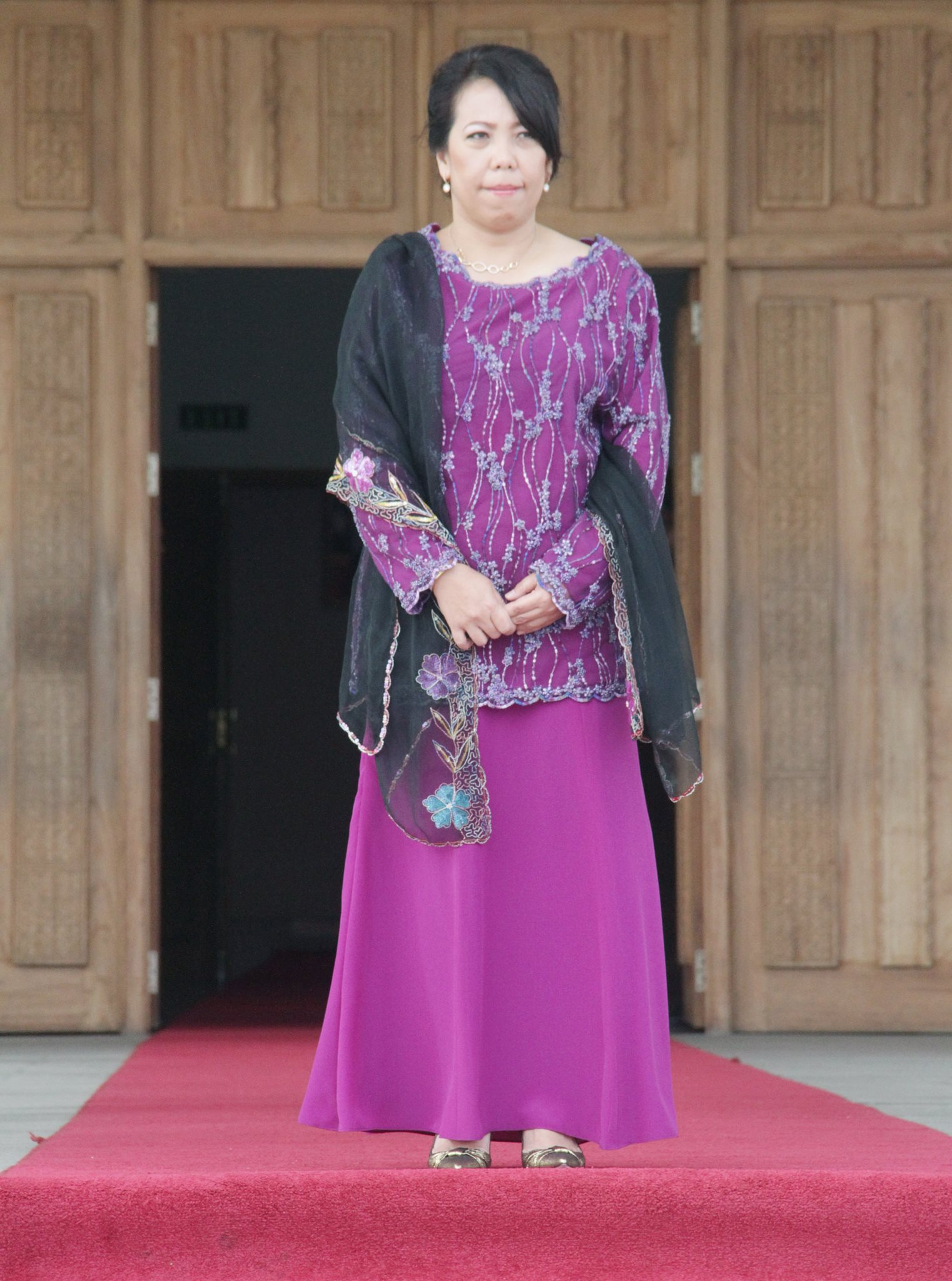
Norazlianah binti Ibrahim (2016)

Norazlianah binti Haji Ibrahim ist eine bruneiische Diplomatin.
Am 13. August 2016 wurde sie zur Nachfolgerin von Dato Paduka Hj Abdul Salam Momin als Botschafterin Bruneis in Osttimor ernannt. Zuvor war sie stellvertretende Direktorin im Außen- und Handelsministerium Bruneis. Sie war bis 2019 Botschafterin in Osttimor.